# Франкавила ин Сини
Франкавѝла ин Сѝни (на италиански: Francavilla in Sinni, на местен диалект Francavìllë, Франкавилъ) е малко градче и община в Южна Италия, провинция Потенца, регион Базиликата. Разположено е на 421 m надморска височина. Населението на общината е 4249 души (към 2013 г.).